# Pygarrhichas albogularis
Pygarrhichas albogularis là một loài chim trong họ Furnariidae.